# Sierra de los Caracoles
La sierra de los Caracoles (oficialmente y más conocida en valenciano, Serra dels Caragols) es una pequeña sierra española, localizada en la provincia de Alicante en el municipio de San Vicente del Raspeig.
La sierra de los Caracoles (dels Caragols) es uno de los bordes montañosos que forman el valle del Sabinar en su extremo occidental, junto a la pared rojiza de Penyes Roges (609 m) al norte y sierra Pelada (469 m) al sur.
Caragols marca el final de la urbanización más norteña de San Vicente del Raspeig y da comienzo al espacio natural de mayor valor ecológico del municipio, el valle del Sabinar y el Monnegre sanvicentero. Lugar que antaño fue agrícola e industrial (Minas del Sabinar), y que por dos veces vio iniciar la construcción de un campo de golf (1974 y 2008), y que, en ambas épocas, se paralizaron los trabajos por la vía judicial, pero causando un crítico impacto ambiental y al patrimonio natural del municipio que se prolonga en el tiempo.
En la actualidad es un enclave de referencia en el deporte de montaña del entorno con cantidad de rutas para senderismo, trail running y ciclismo de montaña.

## Cumbres
Su cima conocida como Caragols posee una altura de 435 m, aunque algunos mapas la cifran en 492 m. Es una de las elevaciones menos conocidas del Sabinar pero que es ideal para rutas senderistas de dificultad baja y que posee excelentes vistas hacia la bahía de Alicante y Santa Pola. La otra cumbre que posee la sierra es Espardenyer (Espartero).
| Cumbre      | Altura | Municipios donde se ubica |
| ----------- | ------ | ------------------------- |
| Caragols    | 435 m  | San Vicente del Raspeig   |
| Espardenyer | 394 m  | San Vicente del Raspeig   |